# Анджей Менцвель
Анджей Станислав Менцвель (пол. Andrzej Stanisław Mencwel; нар. 11 вересня 1940, м. Тарнобжег, Польща) — польський історик, літературний критик, антрополог культури, есеїст. Редактор часописів Literatura (1978—1980), Polityka-Kultura (1990—1995). Професор Інституту культури Варшавського університету.
Один із найвпливовіших інтелектуальних авторитетів сучасної Польщі.[джерело?]

## Біографія
Закінчив філологічний факультет Варшавського університету (1976). Активний учасник дискусії про шляхи польської культури у часи радянської окупації. Редактор кількох періодичних видань, які мали винятковий вплив на польську культурну еліту.

## Український напрямок
2007 — візит до Львова, де прочитав етапну лекцію «Родинна Європа — вперше». У публічний дискусії із львівськими студентами проаналізував європейські перспективи України в часи кризи ідей Помаранчевої революції.
Як антрополог культури, відносить Україну до Центрально-Східної Європи, визнаючи за нею цивілізаційну спадкоємність у Ягеллонській монархії.